# Frans de Bruyn Kops

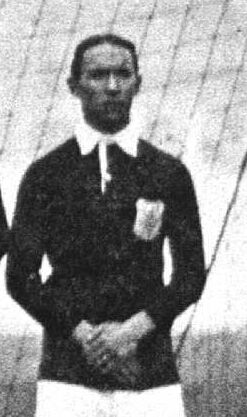
De Bruijn Kops (1908)

George François „Frans“ de Bruyn Kops (* 28. Oktober 1886 in Ben Koelen; † 22. November 1979 in Den Haag) war ein niederländischer Fußballspieler. Er bestritt drei Länderspiele für die niederländische Fußballnationalmannschaft und gehörte der niederländischen Mannschaft an, die bei den Olympischen Sommerspielen 1908 die Bronzemedaille gewann.